# 成田市立図書館
成田市立図書館（なりたしりつとしょかん）は、千葉県成田市の公共図書館の総称。
成田ニュータウンにある成田市立図書館（本館）、公津の杜分館、14の公民館図書室からなる。かつては移動図書館も運行されていたが、2013年（平成25年）6月をもって廃止された。
コンピュータでの蔵書・貸出の管理が導入されている。周辺地域のなかでも蔵書数が多く、特に児童書のスペースが広い。

## 沿革
- 1973年（昭和48年）6月 - 成田市視聴覚サービスセンター開館。
- 1973年（昭和48年）9月 - 自動車図書館が巡回を開始する。
- 1979年（昭和54年）4月 - 成田市中央公民館開館[2]、図書室設置。
- 1984年（昭和59年）3月 - 成田市中央公民館図書室閉鎖。
- 1984年（昭和59年）3月26日 - 成田市立図書館設置条例公布（10月1日施行）。
- 1984年（昭和59年）10月27日 - 成田市立図書館が開館[3]。各公民館の図書室（公津・橋賀台・久住・玉造・豊住）を分館とする。
- 1985年（昭和60年）6月 - 成田分館を新設。
- 1986年（昭和61年）4月 - 成田市史編さん委員会の事務を引き継ぐ。
- 1988年（昭和63年）4月 - 八生分館を新設。
- 1989年（平成元年）4月 - 中郷分館を新設、公津分館を新築。
- 1991年（平成3年）4月 - 加良部分館を新設。
- 1991年（平成3年）10月 - 美郷台分館を新設。
- 1996年（平成8年）5月 - 遠山分館を新設。
- 2005年（平成17年）7月 - 三里塚分館を新設。
- 2006年（平成18年）3月27日 - （旧）成田市・下総町・大栄町が合併して（新）成田市が発足し、下総分館と大栄分館を新設。
- 2013年（平成25年）6月 - 旧分館を図書室に名称変更。
- 2013年（平成25年）6月21日 - 移動図書館廃止。
- 2013年（平成25年）7月1日 - 公津の杜分館を新設。[1]

## 施設

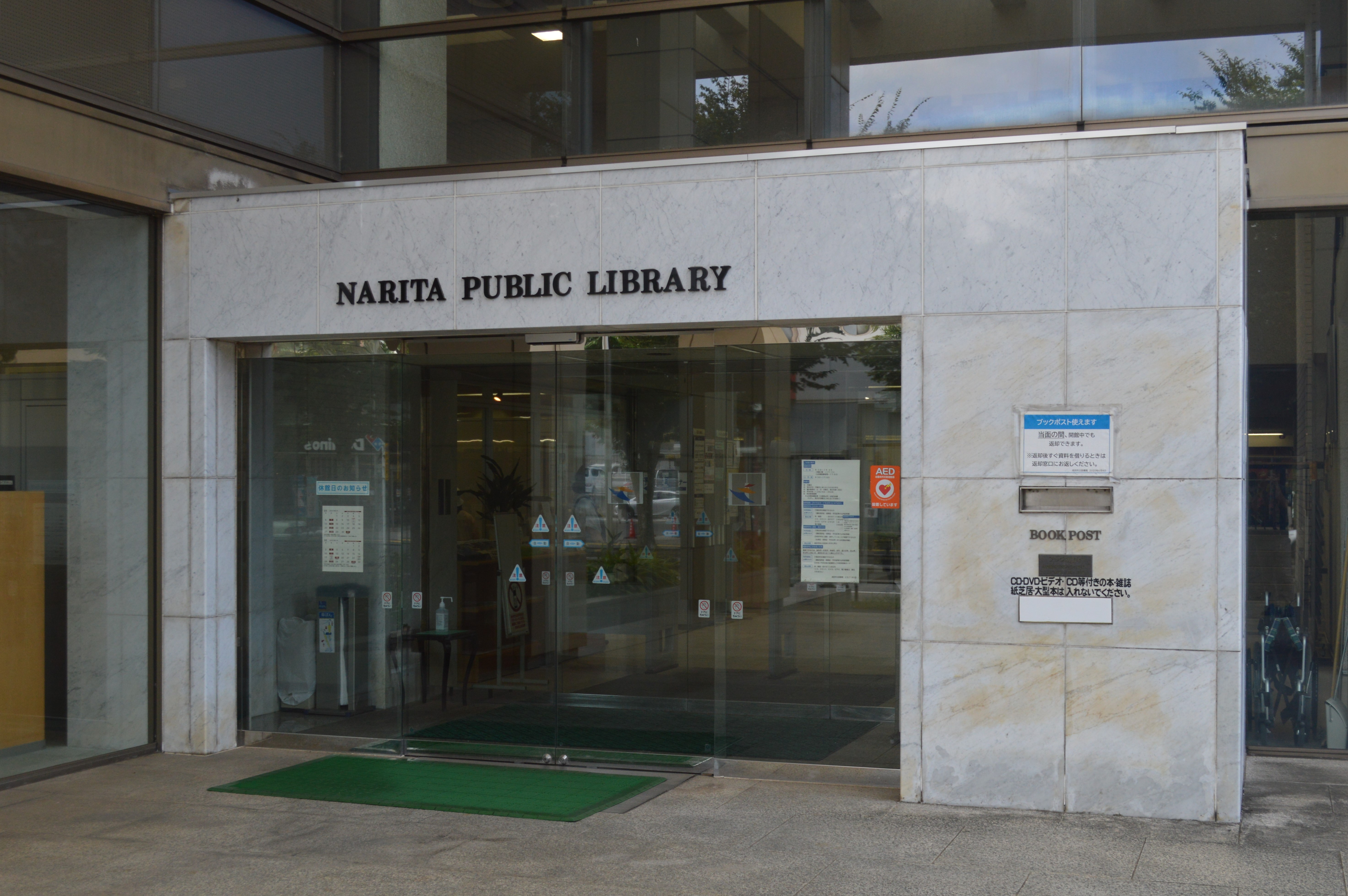
成田市立図書館の入口

本館
成田市赤坂1-1-3
開館 1984年10月27日
蔵書数 図書707,948冊、AV14,013冊（2023年度）
公津の杜分館
成田市公津の杜4-8 もりんぴあこうづ内1階
開館 2013年7月1日
蔵書数 111,903冊（2021年度）
公津公民館図書室
成田市宗吾1-839-1
蔵書数：6,618冊（2021年度）
久住公民館図書室
成田市幡谷922-2
蔵書数 4,614冊（2021年度）
橋賀台公民館図書室
成田市橋賀台1-43-1
蔵書数 6,615冊（2021年度）
玉造公民館図書室
成田市玉造7-21
蔵書数 8,172冊（2021年度）
豊住公民館図書室
成田市北羽鳥2024-1
蔵書数 4,419冊（2021年度）
成田公民館図書室
成田市田町299-2
蔵書数 38,712冊（2021年度）
加良部公民館図書室
成田市加良部3-4-1
蔵書数 7,897冊（2021年度）
中郷公民館図書室
成田市赤荻1587-1
蔵書数 6,123冊（2021年度）
遠山公民館図書室
成田市大清水48-7
蔵書数 6,854冊（2021年度）
八生公民館図書室
成田市松崎317
蔵書数 6,311冊（2021年度）
美郷台地区会館図書室
成田市美郷台3-3-9
蔵書数 6,590冊（2021年度）
三里塚コミュニティセンター図書室
成田市三里塚2
蔵書数 9,980冊（2021年度）
下総公民館図書室
成田市高岡1435
蔵書数 8,392冊（2021年度）
大栄公民館図書室
成田市松子393
蔵書数 10,796冊（2021年度）

## 利用案内
開館時間（本館・公津の杜分館）
平日： 9:30 - 19:00
土日祝日： 9:30 - 17:00
休館日
毎週月曜日（月曜が祝日の場合は火曜日）